# Stortjärnen (Stuguns socken, Jämtland, 701332-148142)
Stortjärnen är en sjö i Ragunda kommun i Jämtland och ingår i Indalsälvens huvudavrinningsområde. Sjön har en area på 0,2 kvadratkilometer och ligger 342,1 meter över havet. Sjön avvattnas av vattendraget Storåsbäcken.

## Delavrinningsområde
Stortjärnen ingår i det delavrinningsområde (701406-148096) som SMHI kallar för Utloppet av Stortjärnen. Medelhöjden är 353 meter över havet och ytan är 2,44 kvadratkilometer. Det finns inga avrinningsområden uppströms utan avrinningsområdet är högsta punkten. Storåsbäcken som avvattnar avrinningsområdet har biflödesordning 2, vilket innebär att vattnet flödar genom totalt 2 vattendrag innan det når havet efter 166 kilometer. Avrinningsområdet består mestadels av skog (76 procent) och sankmarker (14 procent). Avrinningsområdet har 0,26 kvadratkilometer vattenytor vilket ger det en sjöprocent på 10,6 procent.